# Tilletia
Tilletia es un género de hongos de la familia Tilletiaceae. Las especies en este género son patógenos vegetales afectando varias hierbas. Tilletia indica, causante de la caries o tizón del trigo, y Tilletia horrida, responsable del carbón oriental del arroz, son ejemplos de especies que afectan económicamente cultivos importantes.
El género extendido contiene aproximadamente 175 especies.
El género fue nombrado después del agrónomo francés Mathieu Tillet (1714-1791).